# Juan de la Cuesta
Juan de la Cuesta est un imprimeur du siècle d'or espagnol essentiellement connu pour avoir imprimé l'œuvre complète de Miguel de Cervantes dont son célèbre Don Quichotte de la Manche. De nombreux autres écrivains du siècle d'or font appel à ses services, c'est notamment le cas de Juan de Horozco y Covarrubias, Lope de Vega Vicente Espinel et Hernán Núñez. Les éditions Juan de la Cuesta existent toujours.

## Histoire
Les éléments les plus anciens sur De la Cuesta datent de 1567 à Valladolid.

Selon Eisenberg, on peut identifier l'imprimeur Juan de la Cuesta avec son homonyme et auteur du livre 

« livre et traité pour enseigner à lire et à écrire rapidement et avec une grande facilité, les défis de la prononciation, la vraie orthographe, le tout en Castillan Roman et de la distinction et différences qu'il y a en les lettres consonantes entre elles dans leurs sons et prononciations »

Ce livre a été publié en 1589 à l'imprimerie de Alcalá de Henares appartenant à Juan Gracián où il a probablement été rédigé par le même de la Cuesta. Cependant, une étude du texte et de l'édition de Laura J. Mulvey, docteur de l'university College de Dublin, ne conclut pas à cette identification.
Entre 1588 et 1591, Juan de la Cuesta déménage à Ségovie où il imprime les œuvres de Juan de Horozco y Covarruvias : Tratado de la verdadera y falsa prophecía et  Emblemas morales. Il est possible que durant ces années il ait trafiqué des peaux.

### Juan de la Cuesta et Cervantes
Le travail d'édition et de composition réalisé et imprimé par De la Cuesta avec les éditions initiales de Don Quichotte ont été à la fois critiquées pour le grand nombre d'erreurs et d'hésitations. Cependant, d'autres auteurs ont distingué De la Cuesta parmi ses contemporains aux standards moins exigeants pour l'époque. Notamment, en plus des pressions économiques, il était important de publier rapidement pour éviter que l'œuvre ne soit contrefaite par d'autres imprimeurs. La fixation définitive du texte ne pouvait avoir lieu avant l'approbation par la censure ecclésiastique et était de la responsabilité de l'imprimeur.
Il a été suggéré également que la situation économique difficile de Cervantes avait causé des conflits économiques entre lui et son imprimeur, ce qui aurait obligé ce dernier à fuir Madrid pendant huit ans, en laissant à sa femme la responsabilité de l'atelier. Cette vision est en contradiction avec la publication régulière de nouveaux ouvrages par l'éditeur.